# Evje og Hornnes
Evje og Hornnes là một đô thị ở hạt Aust-Agder, Na Uy.
Evje og Hornnes đã được lập thành đô thị ngày 1 tháng 1 năm 1960 - sau khi sáp nhập hai đô thị khác là Evje và Hornnes.
Tên gọi đô thị Evje và đô thị Hornnes (ban đầu là hai giáo khu) được đặt theo một nông trang cổ (Norse Efja, Hornnes) do các nhà thờ đầu tiên đã được xây ở đó.
Evje og Hornnes giáp các đô thị: Bygland và Froland, Birkenes, Iveland. Phía tây ở hạt Vest-Agder, đô thị này giáp Åseral, Audnedal, Marnardal, và Vennesla.
Sông Otra chảy qua Evje og Hornnes là sông dài nhất ở quận Sørlandet.
Khu vực này nổi tiếng vì địa chất đặc biệt và có nhiều mỏ kim loại như nickel, đồng.